# Рыбкин, Олег Алексеевич
Оле́г Алексе́евич Ры́бкин (род. 18 октября 1962, Керчь, СССР) — российский театральный режиссёр, главный режиссёр Красноярского драматического театра им. А. С. Пушкина с 2006 года, заслуженный работник культуры Красноярского края (2021 год), член СТД РФ.

## Биография
Олег Рыбкин родился 18 октября 1962 года в Керчи Крымской области.
В 1984 году окончил Краснодарский институт культуры по специальности «театральная режиссура».
В 1993 году окончил Российскую академию театрального искусства (ГИТИС), мастерскую Петра Наумовича Фоменко по специальности «режиссёр драматического театра».
Дипломный спектакль — «Свадьба Кречинского» по пьесе А. Сухово-Кобылина, в 1993 году поставлен в Красноярском драматическом театре имени А. С. Пушкина.
В 1994—1997 годах — режиссёр на радиостанции BBC.
В 1997—2002 годах — главный режиссёр новосибирского театра «Красный факел». Первым из режиссёров Новосибирска был номинирован на соискание национальной театральной премии «Золотая маска». Спектакли Олега Рыбкина участвовали в международных фестивалях Европы, фестивалях «Золотая маска», «Реальный театр», «Островский в доме Островского», «Сибирский транзит», «Международный Волковский фестиваль», «Радуга», Биеннале театрального искусства, «Камерата» и многих других.
С августа 2006 года — главный режиссёр Красноярского драматического театра имени А. С. Пушкина. С 2008 года — художественный руководитель фестиваля современной драматургии «Драма. Новый Код» (ДНК).
Олег Рыбкин поставил более шестидесяти спектаклей в театрах Москвы, Санкт-Петербурга, Омска, Томска, Самары, Новосибирска, Челябинска, Перми, Ставрополя, Екатеринбурга, Уфы, Софии и других городов.
Член жюри Национальной театральной премии и фестиваля «Золотая маска» (2014, 2018 г.)

## Режиссёрские работы
Спектакли — номинанты национальной театральной премии «Золотая маска»:
- «Зойкина квартира» по пьесе М. Булгакова, 1997 год, театр «Красный факел»;
- «Ивонна, принцесса Бургундская» по пьесе В. Гомбровича, 1998 год, театр «Красный факел». Спектакль участник международного Гомбровичевского фестиваля в г. Радом, Польша;
- «Три сестры» по пьесе А. Чехова, 1999 год, театр «Красный факел». Спектакль — участник Первого фестиваля «Сибирский транзит», 2001 год;
- «Приглашение на казнь», пьеса Олега Рыбкина по роману Владимира Набокова, 2000 год, Омский академический театр драмы;
- «Чайка» по пьесе А. Чехова, 2007 год, Красноярский драматический театр им. А. С. Пушкина. Спектакль участвовал в фестивалях: «Сибирский транзит» в Барнауле, «Золотая маска» в регионах России" в Омске, «Международный Волковский фестиваль» в Ярославле, «Балтийский Дом» в Санкт-Петербурге и «Международный рождественский фестиваль искусств» в Новосибирске.
- «Путешествие Алисы в Швейцарию» по пьесе Л. Бэрфуса, 2012 год, Красноярский драматический театр им. А. Пушкина;
- «Розенкранц и Гильденстерн мертвы» по пьесе Т. Стоппарда, 2017 год, Красноярский драматический театр им. А. Пушкина; Спектакль -участник международного фестиваля «Радуга», 2018 год, Санкт-Петербург;
- «Мы, герои» по пьесе Жан-Люка Лагарса, 2020 год, Красноярский драматический театр им. А. Пушкина. Премия «Золотая маска» в номинации "Драма/Работа художника по костюмам (Ф. Сельская).

ДРУГИЕ РЕЖИССЁРСКИЕ РАБОТЫ
- «Эдуард второй» по пьесе К. Марлоу, 1994 год, Москва, Новый драматичесаий театр;
- «Каждый по своему» по пьесе Л. Пиранделло, 1994 год, Москва, театр «На Малой Бронной»;
- «Время и комната» по пьесе Б. Штрауса, 1995 год, театр «Красный факел» (Новосибирск). Спектакль принимал участие в международных фестивалях «Берлин-Москва. Мир без границ» (1995 год) и «Дни культуры ФРГ в Сибири» (1999 год);
- «Род», сценическая тетралогия по пьесам Софокла и Эсхила «Эдип-царь», «Эдип в Колоне», «Семеро против Фив», «Антигона», 1996 год, автор варианта для сцены -О. Рыбкин, театр «Красный факел». Спектакль дважды принимал участие в фестивалях в Греции: в Пирее (1996 год) и в Древнем театре Эпидавра (1997 год);
- «Ревизор» по пьесе Н. Гоголя, 1997 год, театр «Красный факел»;
- «Сон в летнюю ночь» по пьесе У. Шекспира, 1997 год, театр «Красный факел»;
- «Моя жизнь с Бингом» по книге К. Кросби, 1998 год, театр «Красный факел». Спектакль — участник спец программы «Золотая маска»;
- «Мадлен и Моисей» П.-О. Скотто, 1998 год, театр «Красный факел»;
- «Любовный хоровод» по пьесе А. Шницлера, 1999 год, театр драмы, г. Томск;
- «Иллюзия» по пьесе П. Корнеля, 1999 год, театр «Красный факел»;
- «Playboy» по пьесе Д. Синга «Удалой молодец-гордость запада», 1999 год, театр «Красный факел»;
- «Президентши» по пьесе В. Шваба, 2000 год, театр «Красный факел». Спектакль принимал участие в Международном фестивале NET- «Новый европейский театр» (Москва);
- «Любовь в Крыму» по пьесе С. Мрожек, 2000 год, Государственный театр Сатиры (София, Болгария);
- «Жизнь победила смерть» пьеса В. Вербина по произведениям Д. Хармса, 2000 год, театр «Красный факел»;
- «Село Степанчиково и его обитатели» пьеса О. Рыбкина по мотивам романа Ф. Достоевского, 2001 год, Омский академический театр драмы. Спектакль — участник фестиваля «Сибирский транзит — 2002»;
- «Роберто Зукко» по пьесе Б.-М. Кольтес, 2002 год, театр «Красный факел»;
- «Сила привычки» по пьесе Т. Берндхарда, 2002 год, Театр Сатиры на Васильевском(Санкт-Петербург). Спектакль — участник фестиваля «Театральный остров — 2002»;
- «Метафизика двуглавого телёнка»[1] по С. И. Виткевич, 2003 год, Театр Сатиры на Васильевском (Санкт-Петербург). Спектакль — участник фестивалей «Театральный остров» и «Золотой софит»;м
- «Король, дама, валет» пьеса А. Гетмана по роману В. Набокова, 2003 год, Ставропольский театр драмы;
- «Посетитель» по пьесе Э. И. Шмидта, 2004 год. Совместный проект «Австрийского культурного форума» и «Театра Сатиры на Васильевском». Спектакль — участник фестивалей «Ландшафты сновидений» (2003) и «Австрийская весна в Москве» (2004);
- «Синхрон» по пьесе Т. Хюрлимана, 2004 год, театр им. Ленсовета (Санкт-Петербург). Спектакль — участник фестиваля «Золотой софит»;
- «Роман с кокаином» пьеса Н. Скороход по мотивам романа М. Агеева, 2004 год, Российский академический молодёжный театр. Спектакль — участник Международного фестиваля «Радуга», Санкт-Петербург(2005);
- «Анатоль» по пьесе А. Шницлера, 2005 год, Театр юного зрителя им. Брянцева (Санкт-Петербург); участник международного фестиваля «Радуга»
- «Тварь» по пьесе В. Семеновского (сочинение на темы Ф. Сологуба), 2005 год, Республиканский русский академический театр Башкортостана (Уфа). Спектакль — участник фестивалей «Реальный театр» и «Открытое пространство» (Магнитогорск, 2005);
- «Таланты и поклонники» по пьесе А. Островского, 2005 год, Красноярский драматической театр им. А. С. Пушкина. Спектакль — участник фестивалей «Островский в доме Островского» (Москва, 2006) и «Волжские театральные сезоны» (Самара, 2007);
- «Шестеро персонажей в поисках автора» по пьесе Л. Пиранделло, 2005 год, Академический театр им. Н. Орлова (Челябинск, 2005);
- «Следующая остановка — Небо» по произведениям Д. Хармса (пьеса В. Вербина), 2006 год, Театр юного зрителя им. А. Брянцева (Санкт-Петербург);
- «Король Лир» по У. Шекспиру, 2006 год, Красноярский драматический театр им. А. С. Пушкина;
- «Безумный день или Женитьба Фигаро» по пьесе П. Бомарше, 2006 год, Академический театр драмы (Пермь);
- «Полковник Птица» по пьесе Христо Бойчева, 2006 год, Красноярский драматический театр им. А. С. Пушкина;
- «Жак и его господин» пьеса М. Кундеры по мотивам романа Д. Дидро, 2007 год, Екатеринбургский театр юного зрителя. Участник фестиваля «Реальный театр», Нижний Новгород;
- «Трехгрошевая опера» по пьесе Б. Брехта, 2007 год, Красноярский драматический театр им. А. С. Пушкина;
- «Там, вдали» по пьесе К. Черчилл, 2008 год, Красноярский драматический театр им. А. С. Пушкина;
- «Дядюшкин сон» пьеса Ю. Лоттина по повести Ф. Достоевского, 2008 год, Омский академический театр драмы; Участник фестиваля «Реальный театр», Екатирбург;
- «Трамвай „Желание“» по пьесе Т. Уильямса, 2008 год, Красноярский драматический театр им. А. С. Пушкина. Спектакль- участник фестиваля «Реальный театр»,Екатеринбург;
- «Тёмные аллеи», пьеса О. Никифоровой, при участия О. Рыбкина по рассказам И. Бунина, 2009 год, Красноярский драматический театр им. А. С. Пушкина. Спектакль — участник «Международного Волковского фестиваля — 2011»;
- «Старший сын» по пьесе А. Вампилова , 2010 год, Красноярский драматический театр им. А. С. Пушкина;
- «Ночь ошибок» по пьесе У. Голдсмита, 2010 год, Красноярский драматический театр им. А. Пушкина. Участник международного этно-фольклорного фестиваля «Дух земли», Абакан, Республика Хакасия;
- «Дом, где разбиваются сердца» по пьесе Б. Шоу, 2010 год, Красноярский драматический театр им. А. С. Пушкина;
- «Конёк-Горбунок» по сказке П. Ершова, 2011 год, Красноярский драматический театр им. А. С. Пушкина. Спектакль — участник фестивалей «Театральный синдром», «Ново-сибирский транзит», XIII «Международный Волковский фестиваль», Национального театрального фестиваля-конкурса «Золотая Маска-2013» (Программа «Маска Плюс»), X Всероссийского фестиваля театрального искусства для детей «Арлекин», Санкт-Петербург, (специальный приз жюри, приз кртитики, приз зрительских симпатий), фестиваля «Царь-сказка», Великий Новгород, Международного фестиваля спектаклей для детей и подростков «Корчак», Варшава
- «Пули над Бродвеем» по пьесе В. Аллена, 2011, Красноярский драматический театр им. А. Пушкина;
- «Бог резни» по пьесе Ясмины Реза, 2011, Красноярский драматический театр им. А. С. Пушкина;
- «Варвары» по пьесе М. Горького, 2012 год, Красноярский драматический театр им. А. С. Пушкина; Спектакль — участник Горьковского фестиваля, 2013 год, г. Нижний Новгород;
- «Вий» по пьесе Натальи Ворожбит, 2013 год, Красноярский драматический театр им. А. С. Пушкина;
- «Тихий шорох уходящих шагов» по пьесе Д.Богославского, 2013 год, Красноярский драматический театр им. А. С. Пушкина;
- «Костюмер» по пьесе Р. Харвуда, 2013 год, Красноярский драматический театр им. А. С. Пушкина;
- «Доказательство обратного» по пьесе О. Кьякьяри, 2014 год, Красноярский драматический театр им. А. С. Пушкина.
- «XII ночь, или как вам будет угодно» по пьесе У. Шекспира, 2015 год, Красноярский драматический театр им. А. С. Пушкина.
- «Чик. Гудбай, Берлин» Р. Коаль, В. Херрендорф, 2016 год, Красноярский театр им. А. Пушкина. Спектакль -участник программы «Детский уик-энд» фестиваля «Золотая маска» (Москва), международного Рождественского фестиваля искусств (Новосибирск), международного фестиваля «Камерата» (Челябинск)- приз за лучшую режиссуру, приз за лучший актёрский дуэт. «Лучший спектакль сезона в драматичном театра» на краевом фестивале «Театральная весна».
- «Дни нашей жизни» пьеса О. Рыбкина по произведениям Л. Андреева, 2016 год, Красноярский театр им. А. Пушкина. Спектакль -участник грантового проекта министерства культуры России «Мы повернули истории бег», к 100-летию российской революции. Лонг-лист фестиваля «Золотая маска»;
- «Покровские ворота» по пьесе Л. Зорина, 2017 год, Красноярский театр им. А. Пушкина; спектакль — лауреат Первого межрегионального фестиваля комедий «Зрительский успех», Красноярск, 2018 год;
- «Розенкранц и Гильденстерн мертвы» по пьесе Т. Стоппарда, 2017 год, Красноярский театр им. А. Пушкина. «Лучший спектакль сезона»(большая форма)на краевом фестивале «Театральная весна». Участник международного фестиваля «Радуга», Санкт-Петербург; Первая премия конкурса «Полюс. Золотой сезон», участник фестиваля-школы современного искусства «Территория. Красноярск»' премия «Золотая маска» («Лучшая работа художника по свету» (Д.Зименко)
- «Три дня в деревне» пьеса П. Марбера (по мотивам пьесы И. Тургенева «Три дня в деревне»), 2018 год, Красноярский театр им. А. Пушкина; Спектакль — участник фестиваля «Уроки режиссуры» в рамках Биеннале театрального искусства, Москва, 2018 год, режиссёр О. Рыбкин — лауреат в номинации «За урок превращения классического текста в лирическое высказывание»; «Лучший спектакль сезона в драматическом театре» краевой фестиваль «Театральная весна»
- «Опасные связи» пьеса К. Хемптона (по мотивам романа Шодерло де Лакло), 2018 год, Красноярский театр драмы им. А. Пушкина;
- «Мы, герои» пьеса Жан-Люка Лагарса, 2019 год, Красноярский театр драмы им. А.Пушкина; «Лучший спектакль сезона в драматическом театре» фестиваль «Театральная весна-2020», лауреат фестиваля «Территория. Золотой сезон», лауреат фестиваля «Уроки режиссуры» в рамках «Биеннале театрального искусства-2020»; лауреат Премии «Золотая Маска-2020» в номинации «Драма/Работа художника по костюмам» (Фагиля Сельская).
- «Мэр и Мери или Вперёд, Шотландия» по пьесе Пола Слейда Смита, 2019 год, Красноярский театр драмы им. А.Пушкина
- «Смерть Тарелкина» пьеса А. Сухово-Кобылина, 2020 год, Красноярский театр драмы им. А.Пушкина. Спектакль — участник международного фестиваля «Радуга» (Санкт-Петербург), Лауреат Краевого фестиваля «Театральная весна-2022» в номинации «Лучшая работа режиссёра в спектакле драматического театра»
- «Без названия» по пьесе А. П. Чехова, 2021 год, Красноярский театр драмы им. А.Пушкина
- «Я.Rеальный?» по мотивам повести Ф. М. Достоевского «Двойник» (пьеса Светланы Баженовой), 2021 год, Красноярский театр драмы им. А.Пушкина. Спектакль — участник Биеннале театрального искусства «Уроки режиссуры» (г. Москва, 2022 г.).
- «Горе от ума» по пьесе А. С. Грибоедова, 2021 год, Красноярский театр драмы им. А.Пушкина. Спектакль-участник Международного фестиваля «Радуга», г. Санкт-Петербург
- «Самоубийца» по пьесе Н. Р. Эрдмана, 2022 год, Красноярский театр драмы им. А.Пушкина. Спектакль — участник Краевого фестиваля «Театральная весна-2023», Лауреат февраля в номинации «Лучшая работа режиссёра в спектакле драматического театра»
- «Коварство и любовь» по пьесе Ф. Шиллера, 2023 год, Красноярский театр драмы им. А.Пушкина. Спектакль — участник фестиваля «Волжские театральные сезоны» (г. Самара, 2024 г.) и Лауреат VI Летнего фестиваля Губернских театров «Фабрика Станиславского» (г. Москва, 2024 г.) в номинации «Лучший актёрский ансамбль», Лауреат Краевого фестиваля «Театральная весна-2024» в номинации «Лучшая работа режиссёра в спектакле драматического театра»
- «Маленькие трагедии» по циклу пьес А. С. Пушкина, 2023 год, Красноярский театр драмы им. А.Пушкина. Спектакль — участник фестиваля LOFT (г. Санкт-Петербург, 2024 г.).
- «Хождение по мукам» по роману А. Н. Толстого (инсценировка Я. Пулинович), 2023 год, Красноярский театр драмы им. А.Пушкина. Спектакль признан значимым событием 2024 года в России по итогам второго этапа отбора в национальный проект «Культура».
- «Исчезнувший велосипедист» по пьесе К. Костенко, 2024 год, Красноярский театр драмы им. А.Пушкина

## Признание и награды
- Премия Правительства Российской Федерации имени Фёдора Волкова за вклад в развитие театрального искусства Российской Федерации (18 мая 2012 года)[2].
- Почётное звание «Заслуженный работник культуры Красноярского края»[3].
- Лауреат Премии Ассоциации театральных критиков на VI Межрегиональном театральном фестивале-конкурсе «Ново-Сибирский транзит-2021» (спектакль «Мы, герои»)
- Почетная грамота Губернатора Красноярского края «За высокий профессионализм и большой личный вклад в развитие культуры и искусства в Красноярском крае».